# Молини (Анкона)
Молини је насеље у Италији у округу Анкона, региону Марке.
Према процени из 2011. у насељу је живело 36 становника. Насеље се налази на надморској висини од 75 м.